# Jezdecká socha

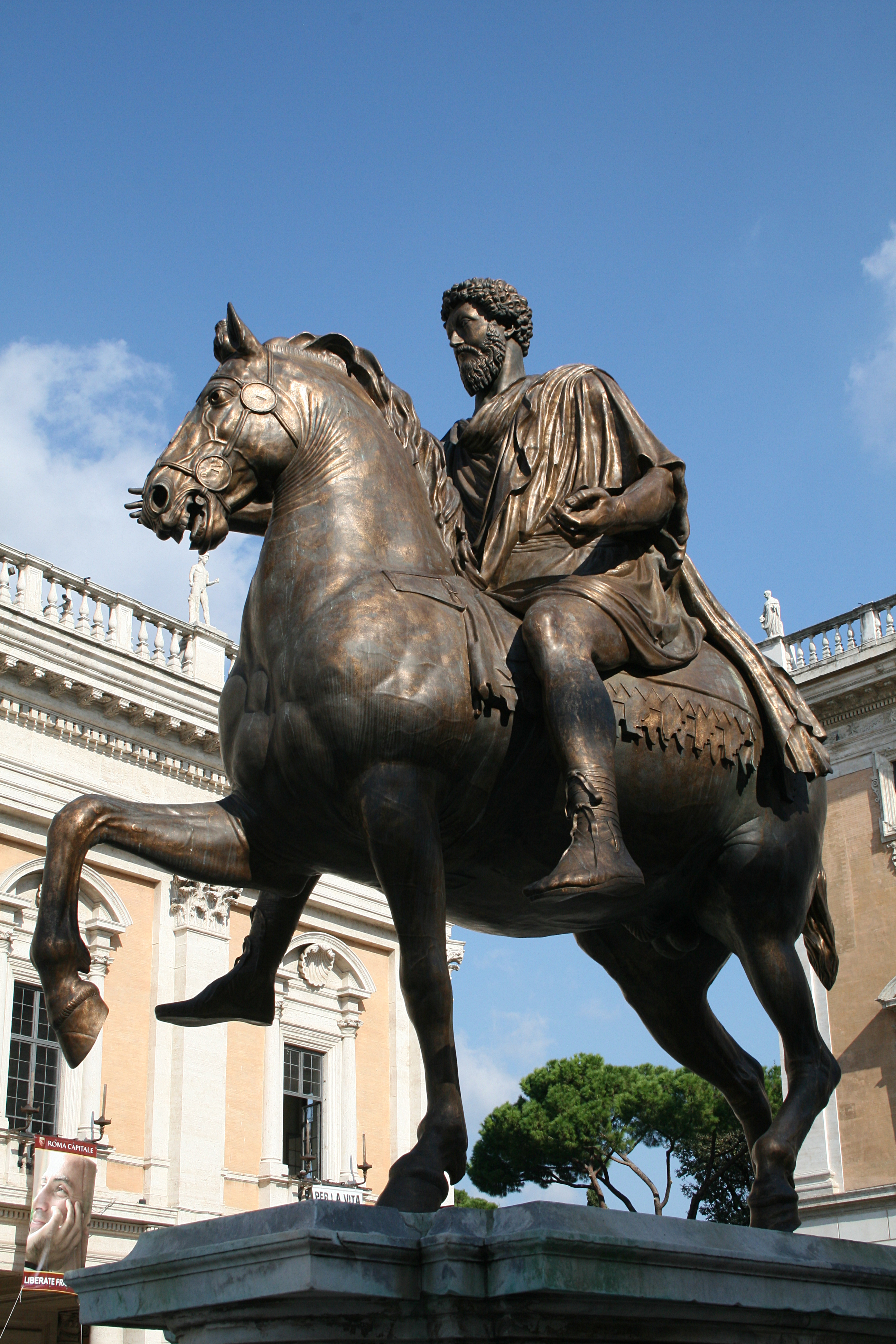
Jezdecká socha císaře Marka Aurelia na Kapitolu v Římě (bronz, 2. století)

Jezdecká socha je socha nebo součást pomníku významné osobnosti, která ji zobrazuje s koněm nebo na koni jako jezdce. Na rozdíl od politiků, umělců a vědců, kteří bývají zobrazováni ve stoje nebo vzácně v sedě, jezdecké sochy jsou zpravidla věnovány panovníkům, vojevůdcům nebo hrdinům.
Jezdecké sochy jsou známé již od starověku a nejstarší takovou zachovanou skulpturou je bronzová socha císaře Marka Aurelia ze 2. století v Římě.

## Konstrukce
Jezdecké sochy jsou tradičně kovové, protože v kovu lze nejspíš realizovat představu vojevůdce na vzpínajícím se koni, jak vede vojsko do vítězné bitvy. Nejčastěji jsou odlévané z bronzu, často z několika částí, které se dodatečně snýtují nebo svaří, mohou však být i tepané z plechu.
Socha jezdce na vzpínajícím se koni však představuje i obtížný technický a statický problém. Představu hrdiny a vojevůdce totiž nejpůsobivěji znázorňuje socha, která má jen dva opěrné body, typicky zadní nohy koně. Socha pak potřebuje ocelovou konstrukci, vetknutou do podstavce, ale i socha sama musí být pečlivě vyvážena, případně podepřena ještě v jednom nebo více bodech.

## Známé sochy

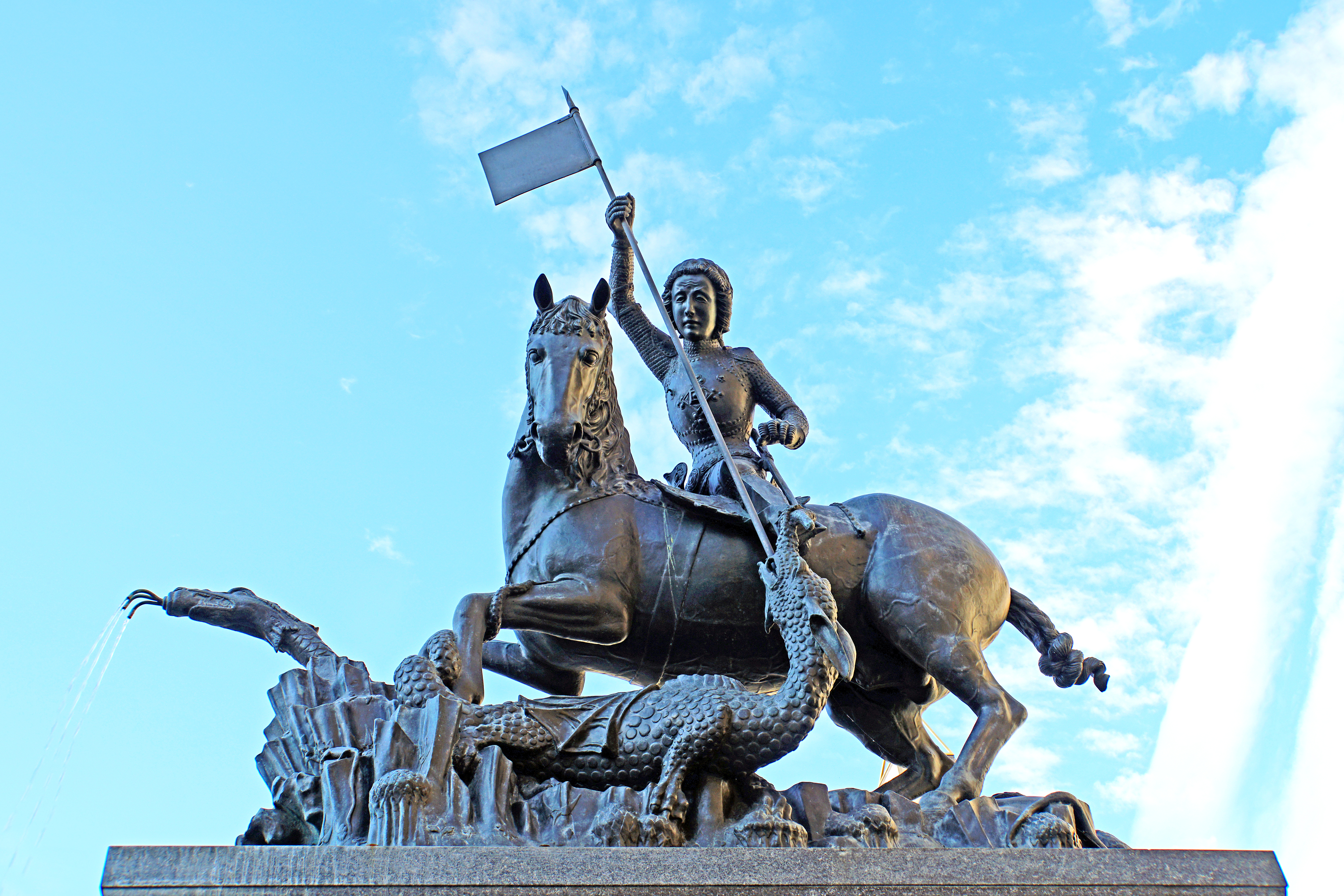
Socha sv. Jiří na Pražském hradě (bronz, 1373)
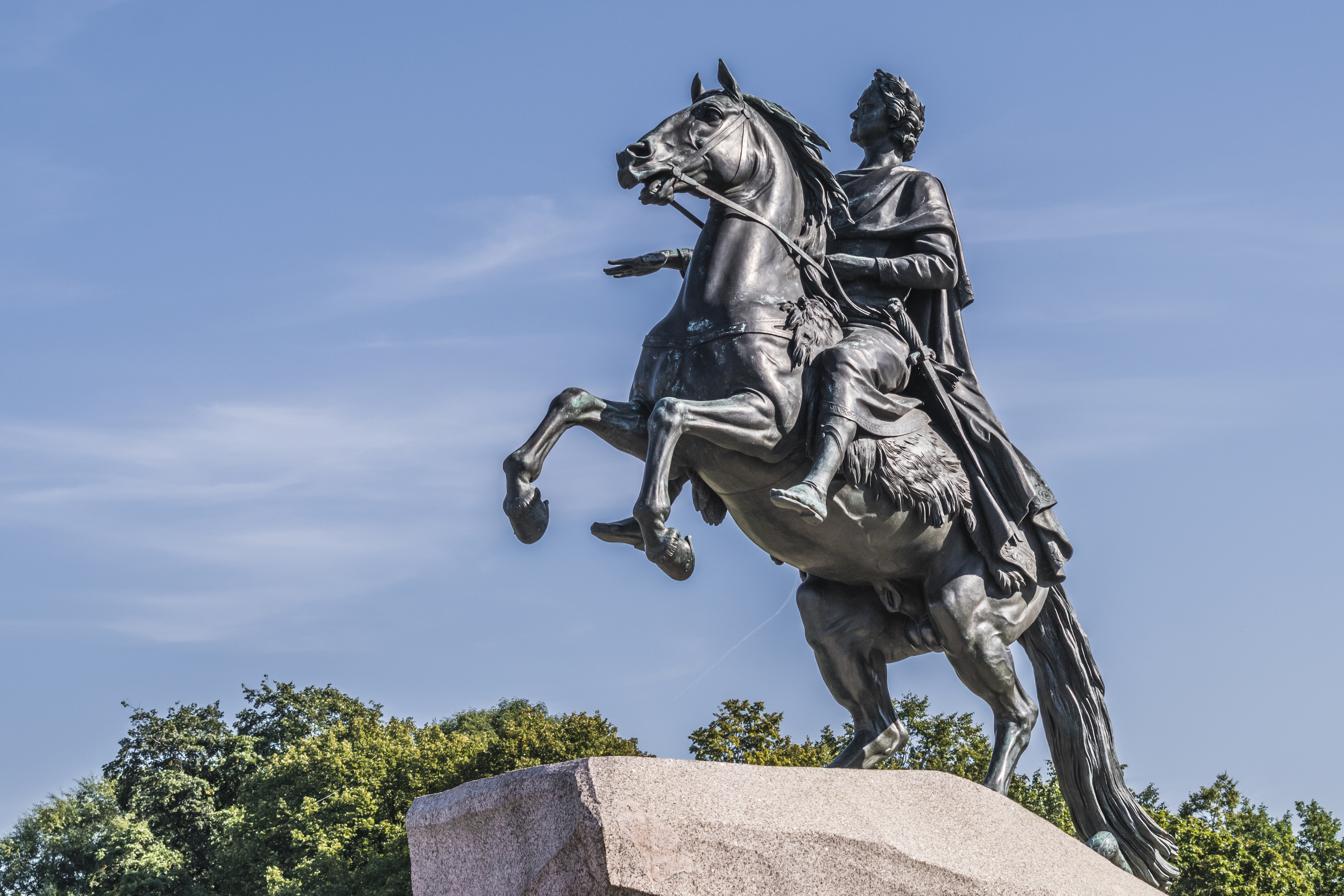
Měděný jezdec (Petrohrad)
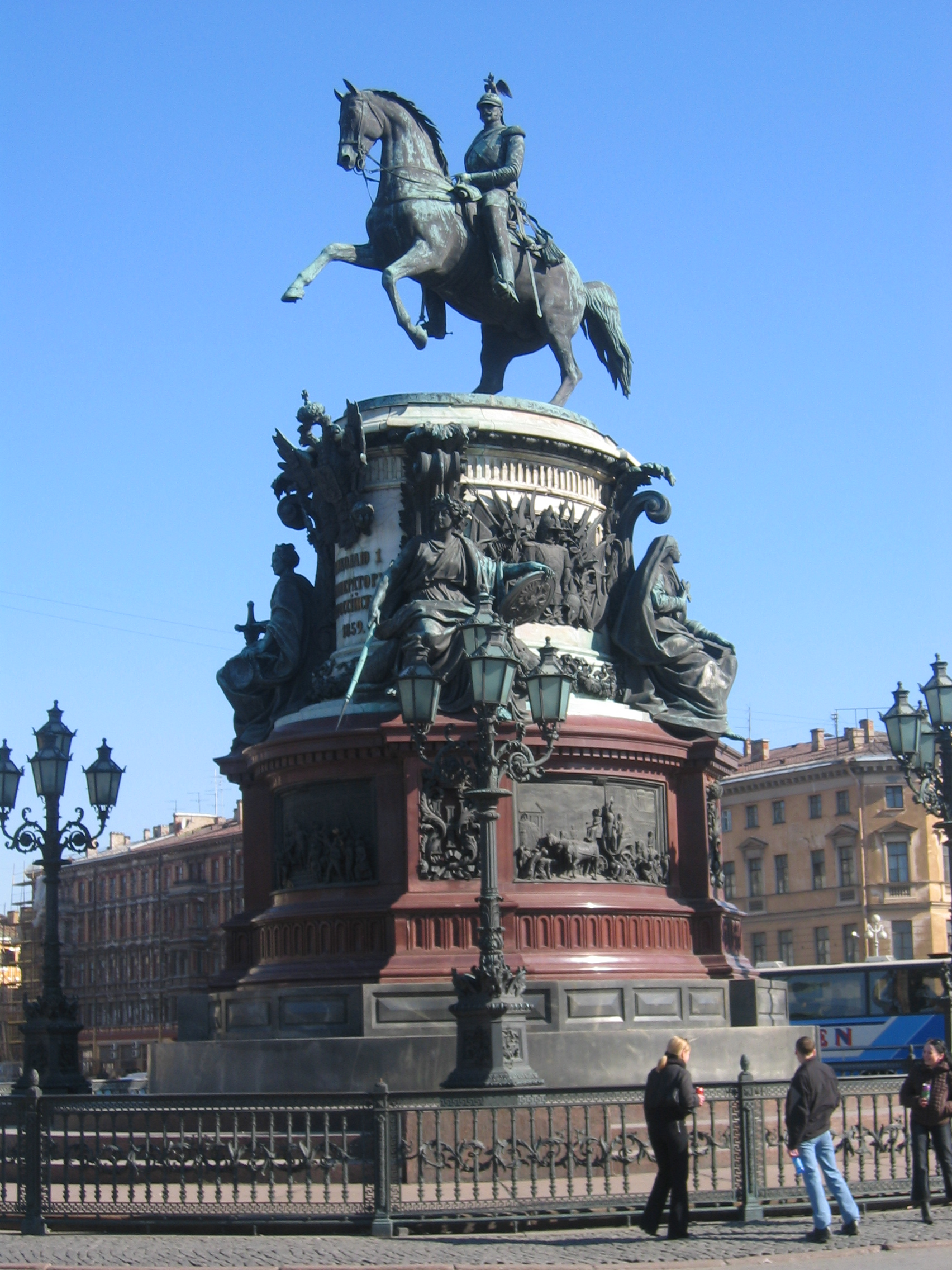
Památník Mikuláše I. (Petrohrad)
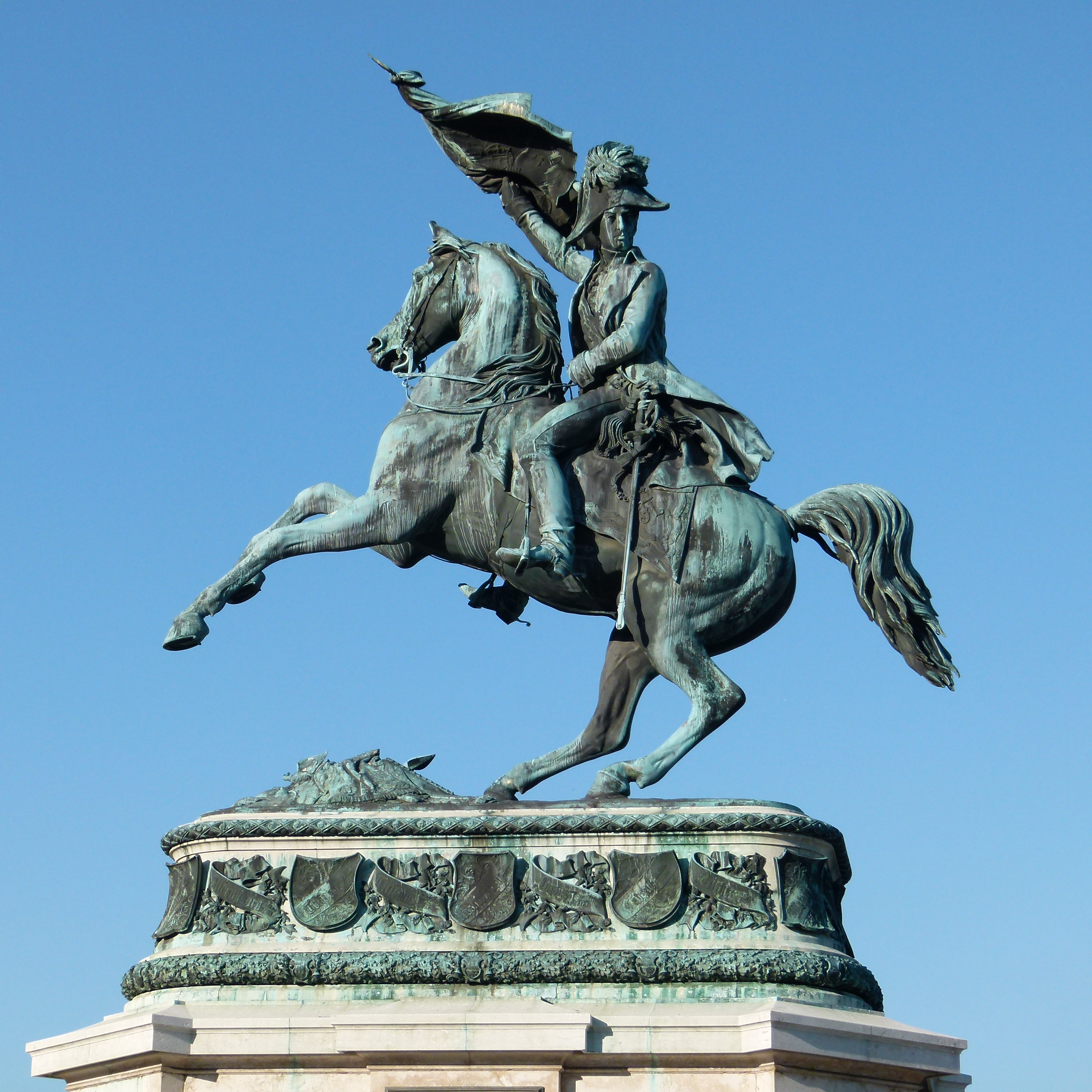
Arcivévoda Karel Habsburský (Vídeň)
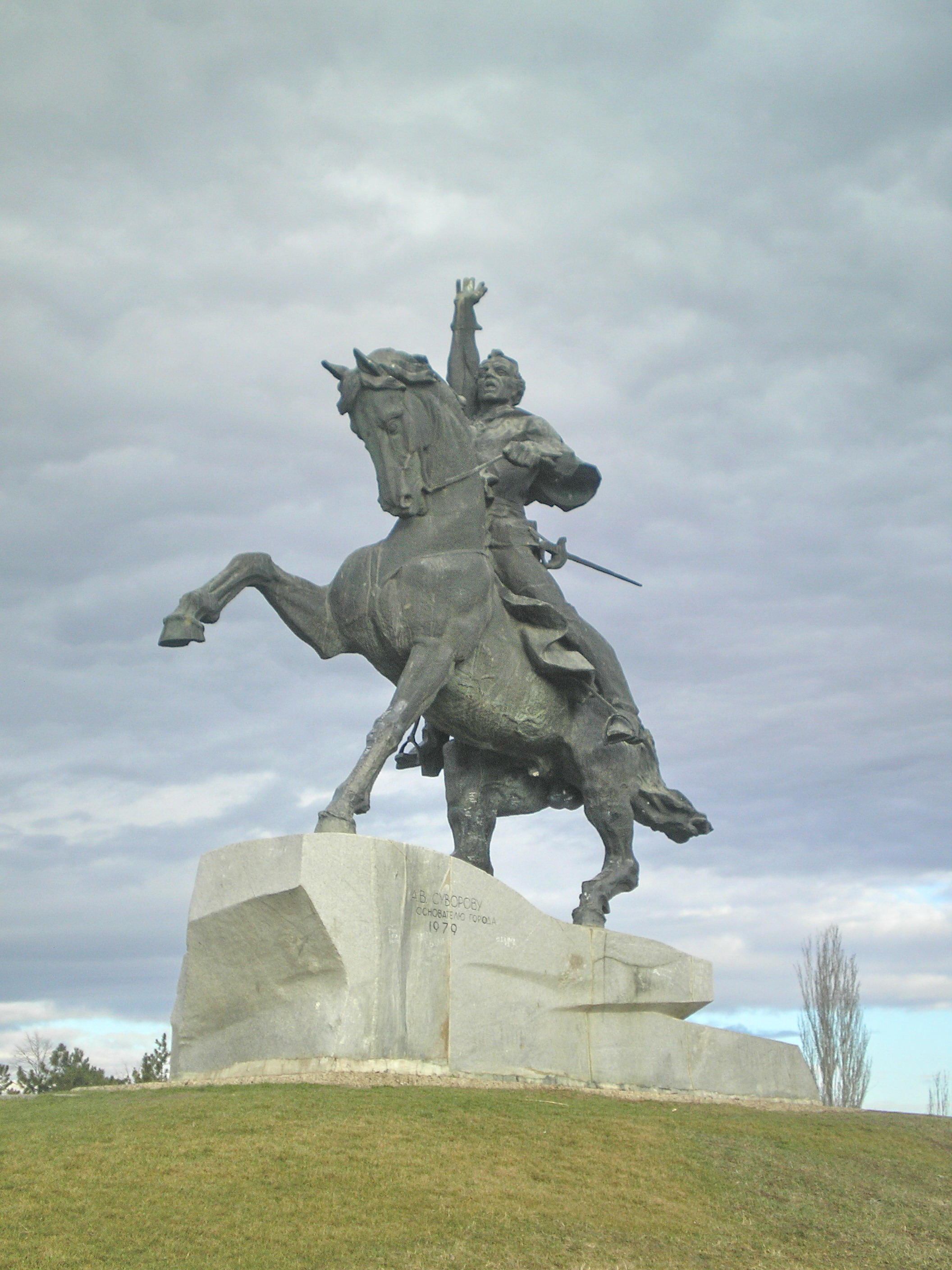
Památník Suvorova (Tiraspol)
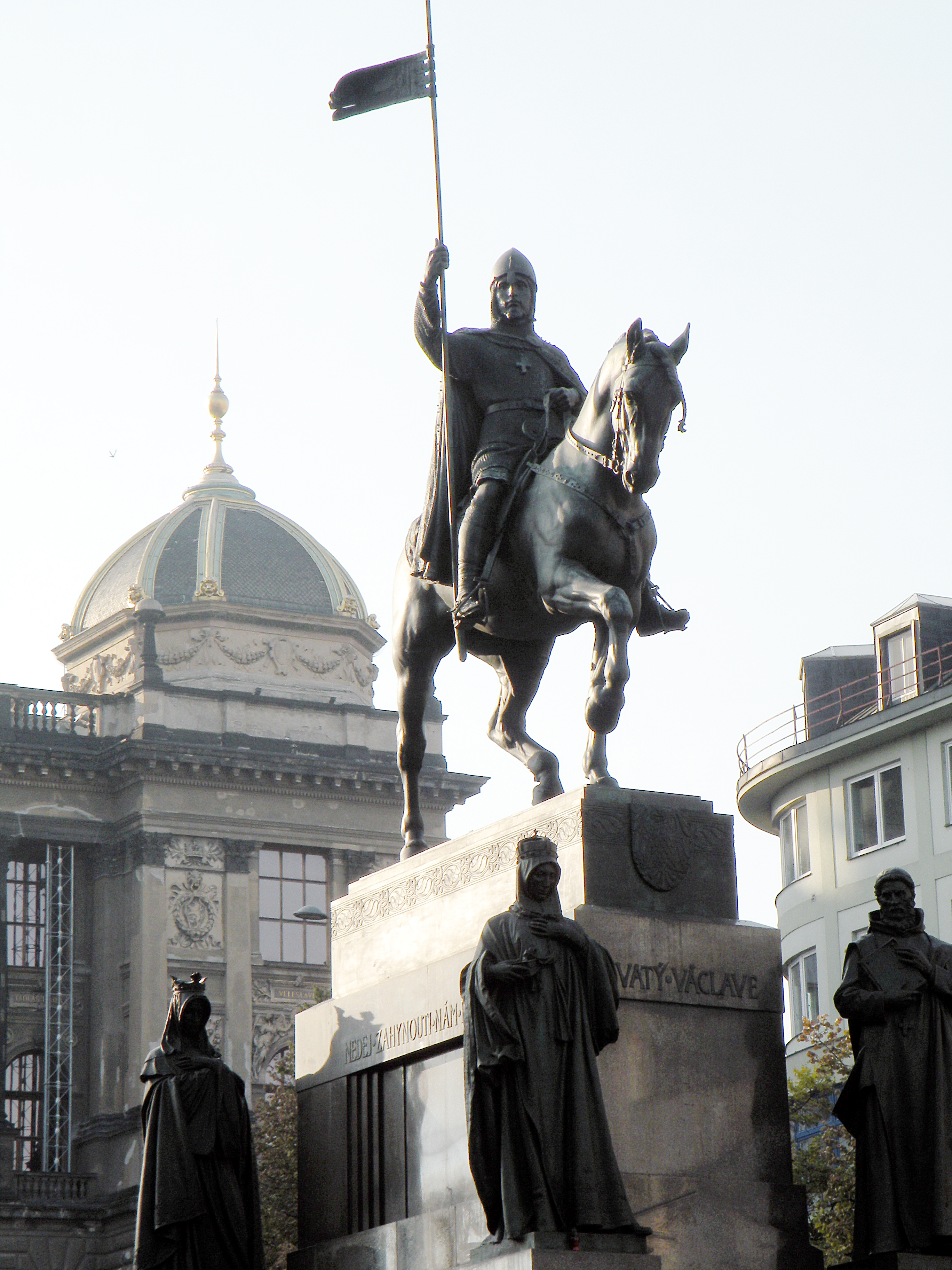
Pomník svatého Václava (Praha)
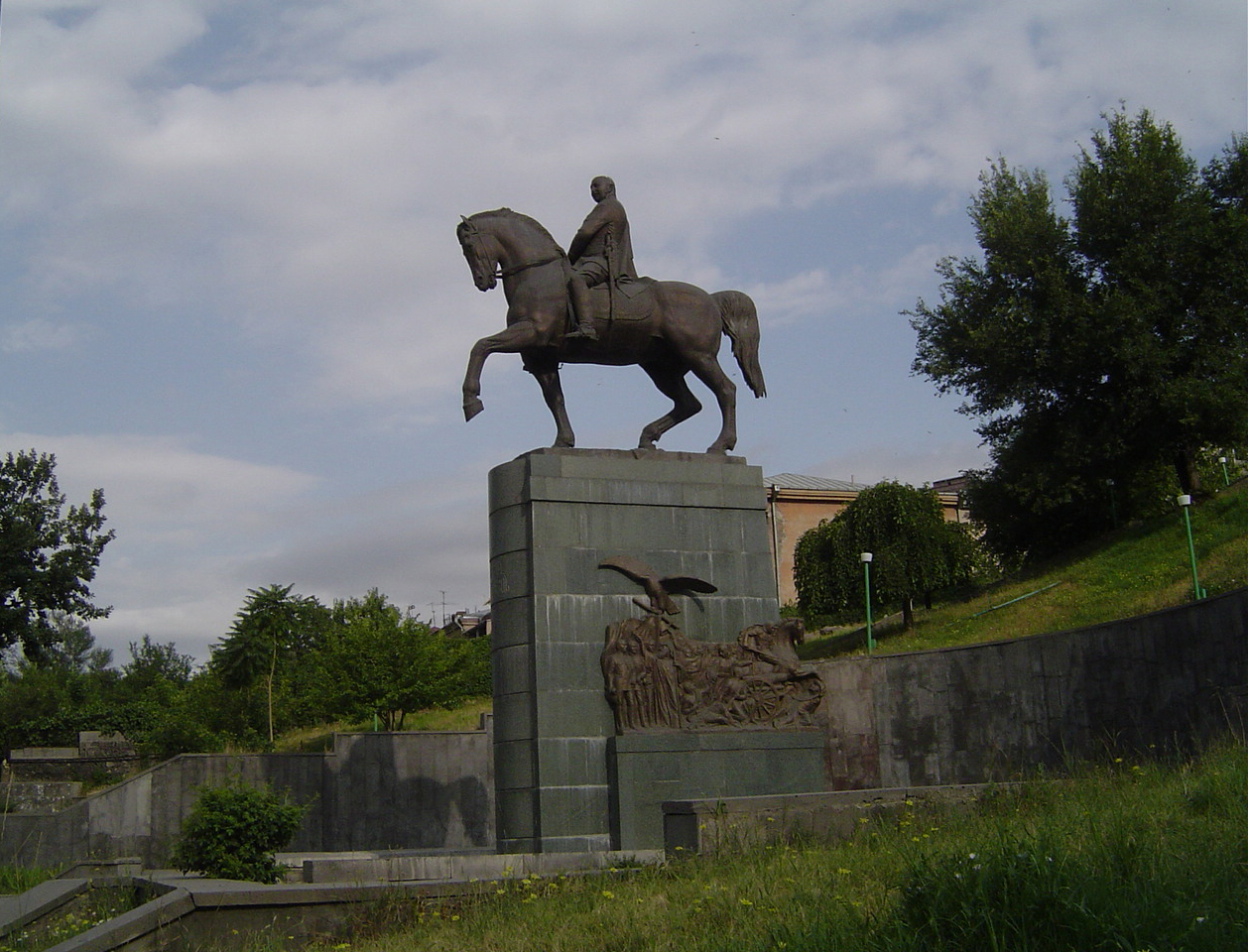
Památník maršála I. Ch. Bagramjana (Jerevan)